# Историческая геотектоника
Историческая геотектоника — раздел геотектоники, изучающий последовательное развитие тектонической структуры земной коры.
Её задача состоит в выделении основных этапов и стадии развития структуры литосферы как в глобальном, так и в региональном масштабе. В особый подраздел историческом геотектоники выделилась неотектоника, рассматривающая последний этап развития литосферы — олигоцен — четвертичный. Причиной такого обособления явилась специфичность как самого этапа, так и методов его изучения. Свою специфику имеет и изучение современных движений, поскольку к ним применимы различные инструментальные методы. Это даёт основание выделить ещё одно научное направление — актуотектонику.